# Hyde Park
A Hyde Park az egyik legnagyobb park London középső részén, a királyi parkok egyike. Legismertebb része az északkeleti felében lévő Szónokok sarka (angolul Speakers’ Corner).

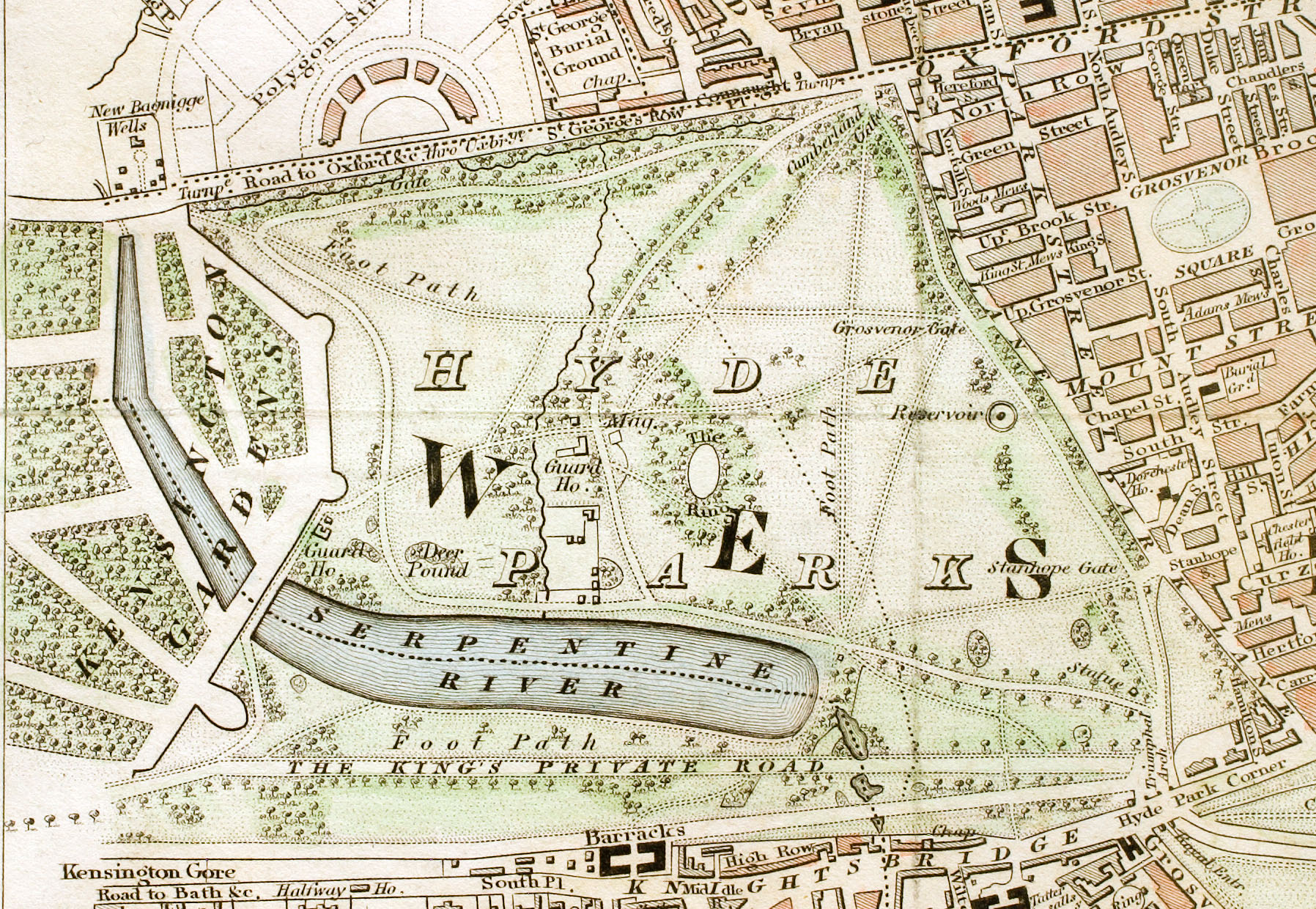
A Hyde Park térképe 1833 körül

A Serpentine tó két részre osztja a parkot, amely a tőle nyugatra fekvő Kensington Gardensszel határos. Bár sokan azt hiszik, hogy ez a kert is a Hyde Park része, de technikailag 1728-ban Caroline királyné felosztotta a területet a két park között. A Hyde Park területe 140 ha (1,4 km²), míg a Kensington Gardensé 110, így összterületük 250 ha, így a két szomszédos park területe nagyobb, mint a Monacói Hercegségé (196 hektár). Bár nappal nem lehet a két parkot egymástól elkülöníteni, a Kensington Gardens alkonyatkor bezár, míg a Hyde Park egész évben hajnali öt óra és éjfél között nyitva van, így a sötétben is több órán át látogatható.
1851-ben a parkban volt az első világkiállítás. Joseph Paxton erre az alkalomra tervezte meg a londoni kristálypalotát.
Általában itt tartják a tüntetéseket. A chartisták, a Reform Liga és 2003. február 15-én az iraki háborút ellenző Stop The War Coalition tartott itt tüntetést. A 2002 márciusában tartott Szabadságért és Megélhetésért menet egyes résztvevői is a parkból indultak.
1982. július 20-án a Hyde Park-i és Regents Park-i merényletek során két, az IRA-hoz köthető bombarobbantás történt, melynek során a Household Cavalry és a Royal Green Jackets nyolc tagja halt meg, valamint hat ló pusztult el.

## Története

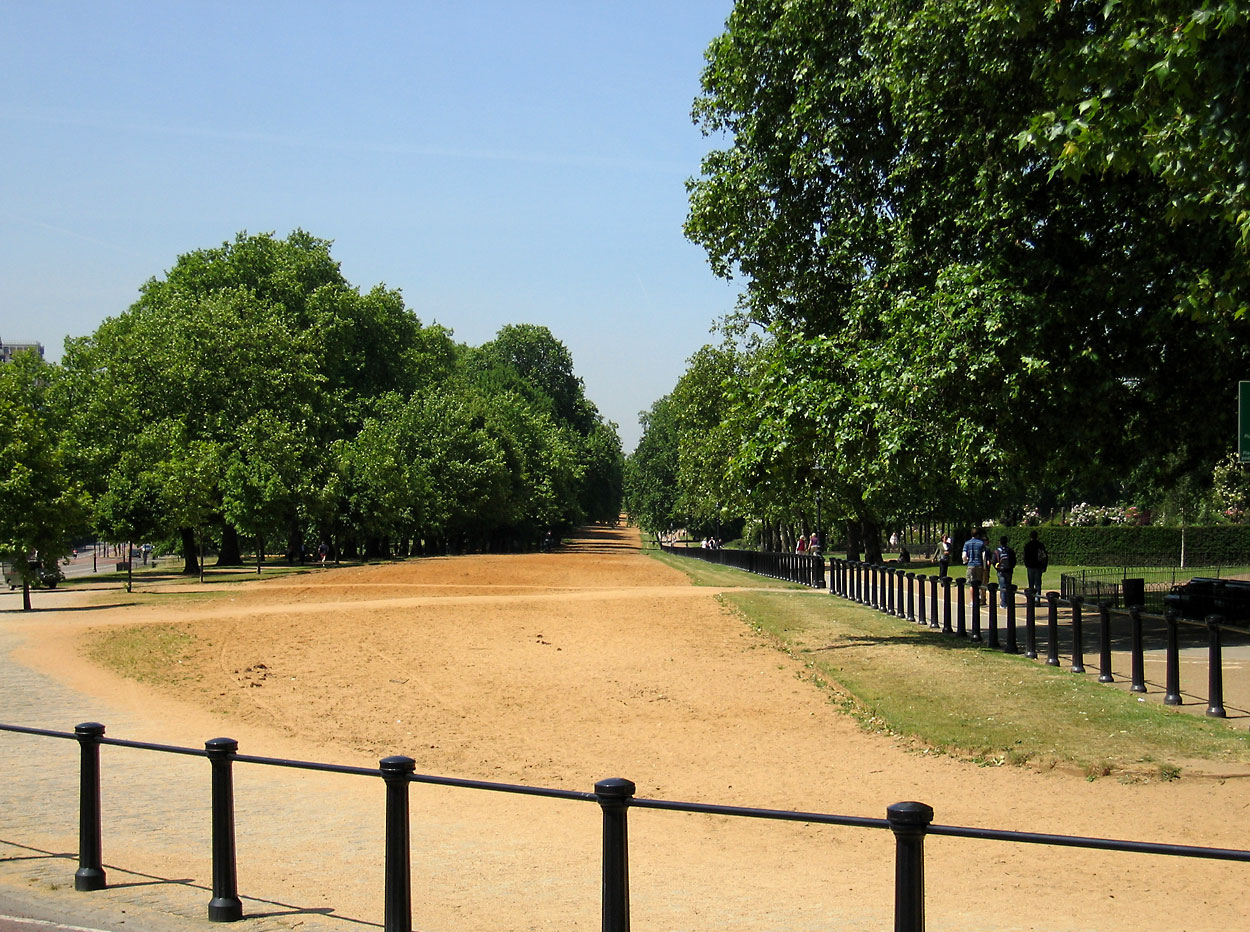
Hyde Park: Rotten Row

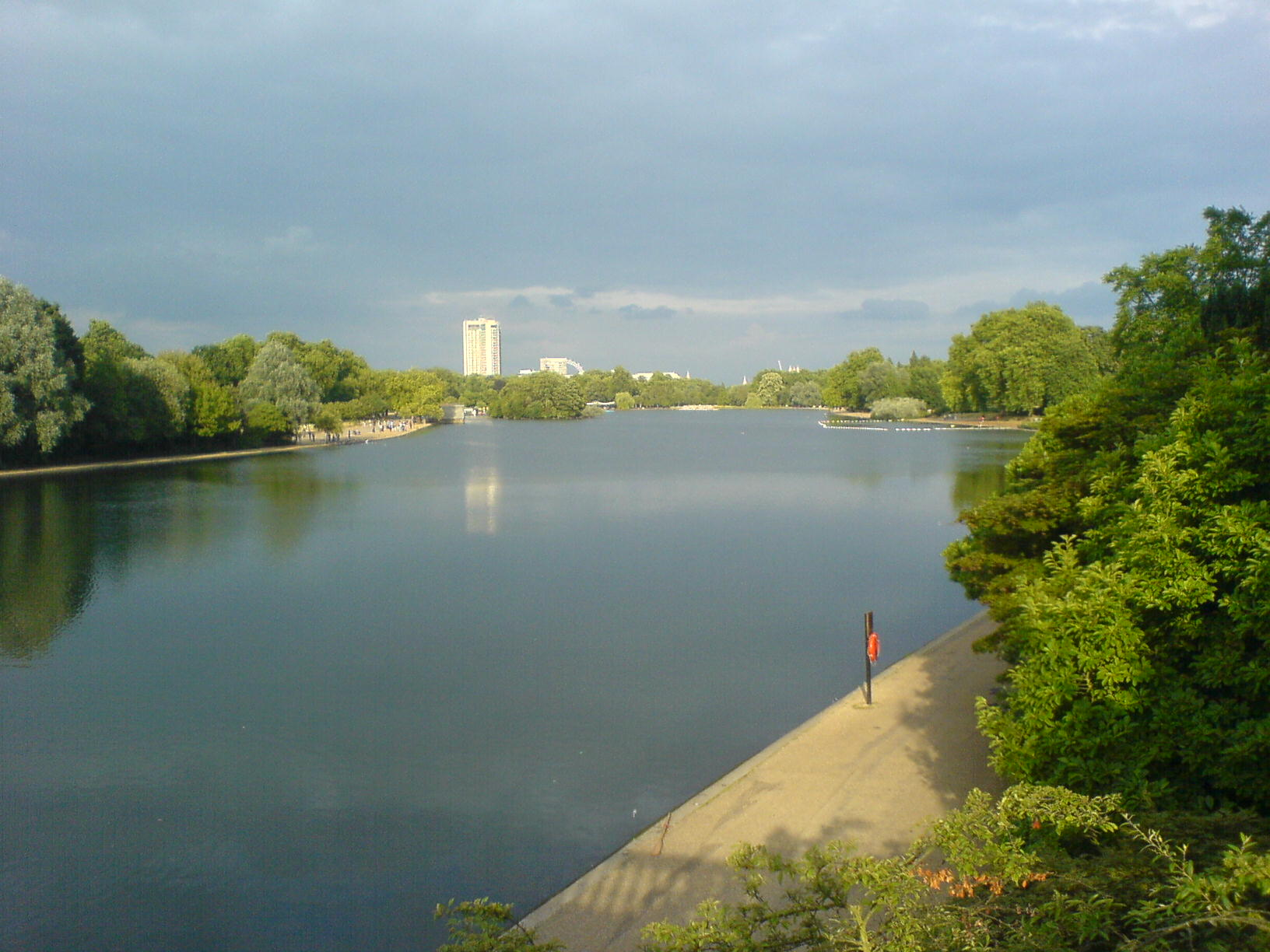
A Serpentine, a Serpentine Bridge-ről nézve

1536-ban VIII. Henrik a Westminsteri apátságtól megszerezte a Hyde uradalmat. Ez a terület már a normann hódítások előtt is az egyház tulajdona volt, ahol szarvasparkot hoztak létre, és vadászatokat rendeztek. Ez egészen I. Jakab uralkodásáig tartott, aki csak korlátozott mértékig engedte be az előkelőségeket, kijelölt egy királyi erdőőrt, aki beszedte a kiszabott díjakat. I. Károly hozta létre a Ringet a mai csónakháztól valamivel északabbra. A nagyközönség számára 1637-ben nyitotta meg a parkot.
Amikor III. Vilmos a kensingtoni Nottingham House-ba, a Hyde Park egyik távoli végébe tette át rezidenciáját, az épületet átnevezte Kensington Palace-ra. és a park déli végére egy a St James’s Palace-hoz vezető kocsiutat tervezett. Ezt nevezték Route du Roi-nak, mely a mai Rotten Row elődje volt. Az út ma egy széles kavicsos úttest, mely a Hyde Park déli oldalán vezet a Hyde Park Cornertől nyugatra. A nyugatról érkező közösségi közlekedési eszközök a király magánútjával párhuzamosan, a Kensinton Gore mellett, a Park külseje mentén haladtak el.
Az első egységes térrendezési tervet Karolin királyné számára Charles Bridgeman készítette el; Mindezt annak a Charles Withersnek a felügyelete alatt készítette, aki az erdők és fák főfelügyelője és a megvalósítás egyik hitelezője volt. Az eredményt 1773-ban adták át. Addig közpénzből 20 000 ₤-ot (=angol font) költöttek rá. A Bridgeman által létrehozott vízfelületet Serpentine-nek nevezték el. Ezt annak a kis Westbourne-nek az elgátolásával hozták létre, mely keresztezte a parkot. William Hogarth szavaival a "gyönyör vonala" nem igazán volt kígyószerű, az alakja inkább hasonlított egy megszerkesztett görbére. 1739-ben Weymouth második vikomtja lett a királyi erdőőr, és elkezdte Longleatnél kiásni a kígyózó tavakat. A Serpentine-t a Long Watertől egy George Rennie tervei alapján 1826-ban épített híd választja el.
Az egyik legjelentősebb, itt megtörtént esemény az 1851-es, az első alkalommal megrendezett világkiállítás volt. Ebből az alkalomból építették fel a tér déli oldalán a Crystal Palace-t. A nagyközönség nem szerette volna, ha az építmény a kiállítás befejezését követően is a parkban marad, s emiatt az ismert építész, Joseph Paxton pénzt gyűjtött és megvásárolta. Később a Dél-Londonban fekvő Sydenham Hill-be költöztették át.

## Főbejárat

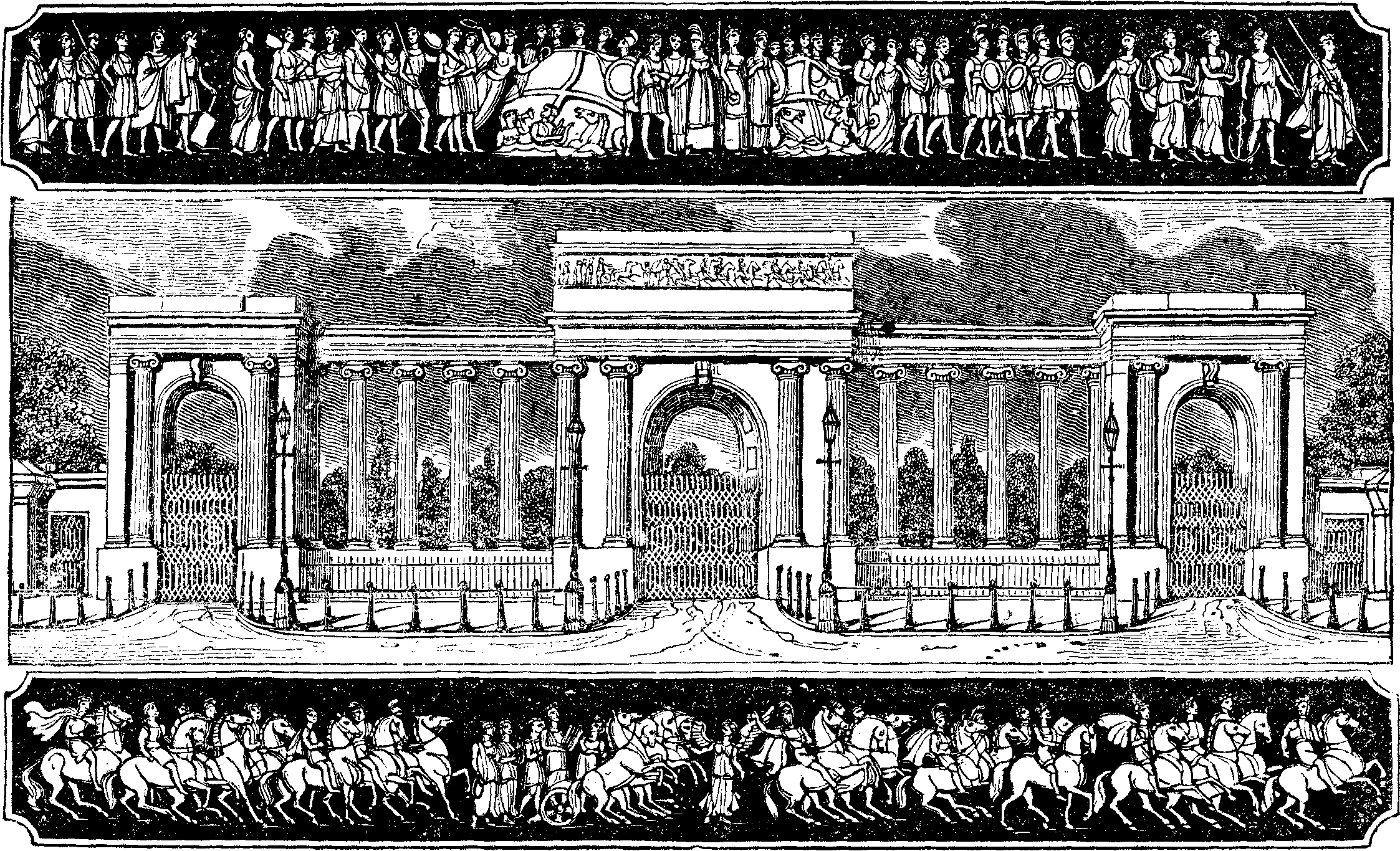
A „Grand Entrance” főbejárat a Hyde Parkba

A Hyde Park Cornernél, az Apsley House melletti főbejáratot Decimus Burton tervei alapján 1824-25-ben készítették. Számos mutatós rovátkolt ión oszlopból, három kocsibejáratból, egy gyalogos bejáratból, egy lodzsából áll. A teljes külső oldal hossza 33 m. A központi bejáratnak szembeszökő kiugrást biztosítottak, a koronapárkányzatot négy oszlop tartja, és a kapu minden oldalán a külső oszlopok oszlopfőinek volutáit úgy fordították, hogy a csúcsai néznek kifelé előre, s így a szemlélő felé két oldaluk látható. A szélső bejáratoknál két elszigetelt, szintén kiugró ión oszlop áll, s ezek is sarkukkal kifelé vannak felállítva. Az összes bejárat tetején egy gátló elem van, a középsőnek a széleit egy csodálatos, tengeri és katonai győzelmet ábrázoló frízzel díszítették. A fríz ifjabb Mr. Henning, annak a Mr. Henningnek a fiának a keze munkáját dicséri, aki az Elgin márványszobrok modelljeinek elkészítésével vált ismertté.
A kaput Bramahék készítették. Vasból, bronzból készítették ezeket, melyeket a piaszterhez erős bronzötvözetből készült gyűrűkkel rögzítettek. A díszítés görög loncok gyönyörű elrendezésével jött létre, melyek részei jól elkülönülnek egymástól.
Colvin és Moggeridge tervezett ide egy rózsakertet, amit 1994-ben meg is valósítottak.

## Látnivalók

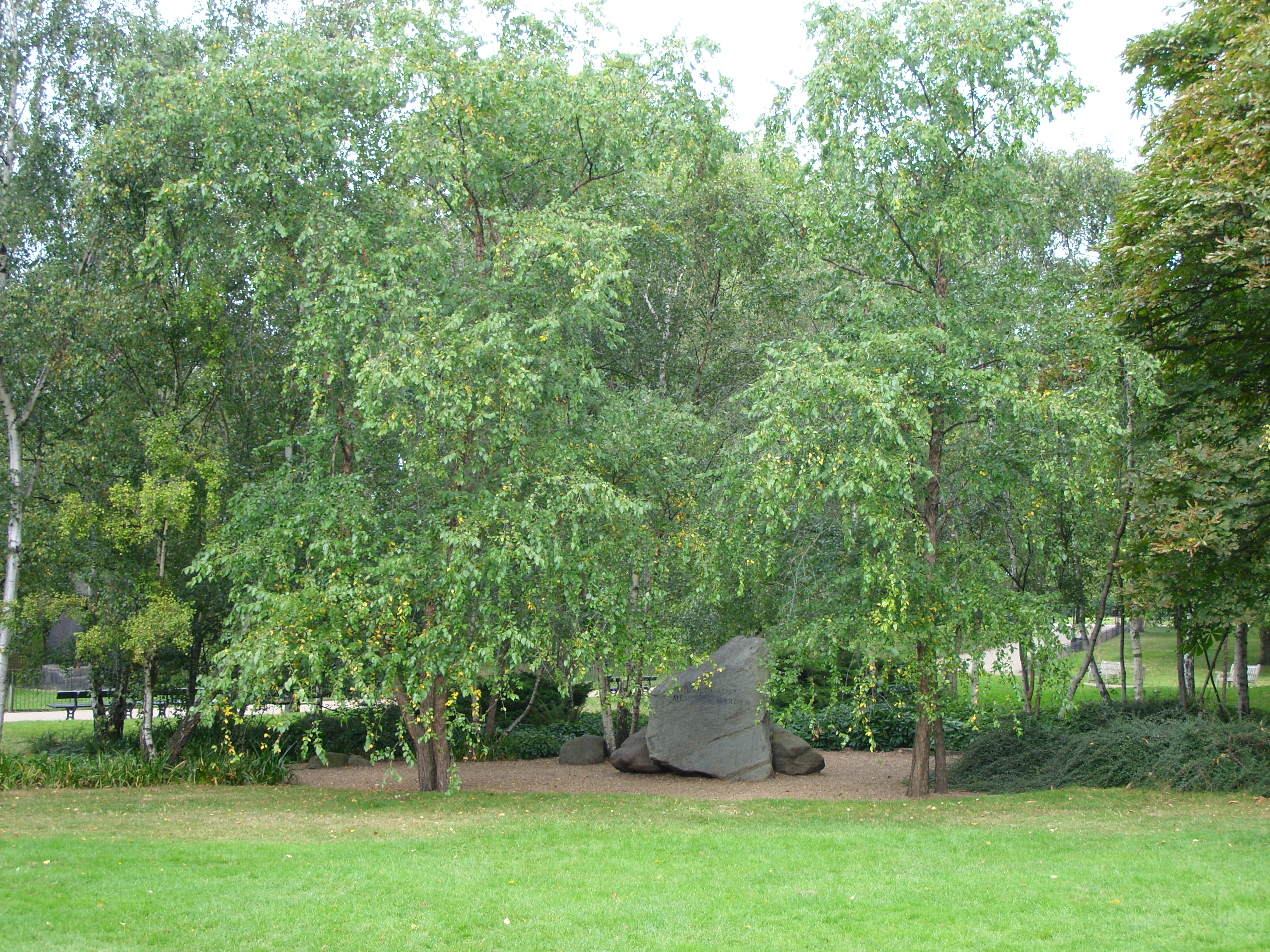
Holokauszt emlékmű

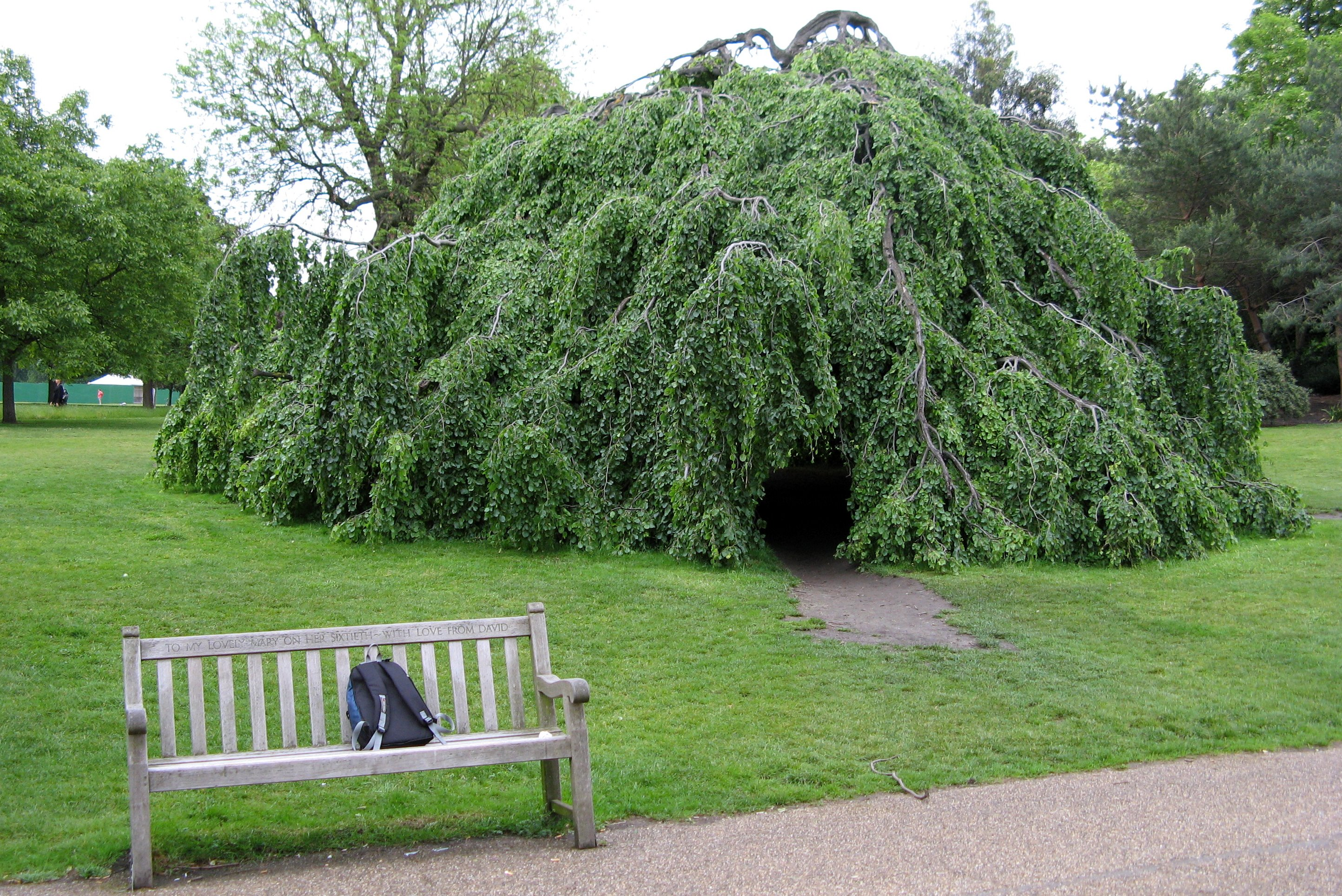
A Fordítva Növő Fa (Fagus sylvatica pendula)

Az érdekes helyek közé tartozik a park Speakers’ Corner sarka (a park északkeleti, a Marble Archhoz közeli sarka). Délkeletre, de már a parkon kívül van a Hyde Park Corner. A Serpentine-től délre fekszik Diana emlékszökőkútja, amely egy ovális kőszökőkút, melyet 2004. július 6-án adtak át. A Serpentine-től északra, a gát mögött van a Londoni holokauszt emlékmű. Egy botanikai kuriózum is van a kertben, a szomorúbükk, Fagus sylvatica pendula, amit lecsüngő ágai miatt „fordítva növő fa” néven is emlegetnek. A Hyde Park Cornerrel szemben áll London legelőkelőbb szállodája, a The Lanesborough, mely a felső szinten lévő királyi lakosztályban eltöltött éjszakáért 8 000 angol fontot kér.
A Beatles Beatles for Sale című albumának borítóján látható képet 1964 őszén a Hyde Parkban készítették.

### Koncertek

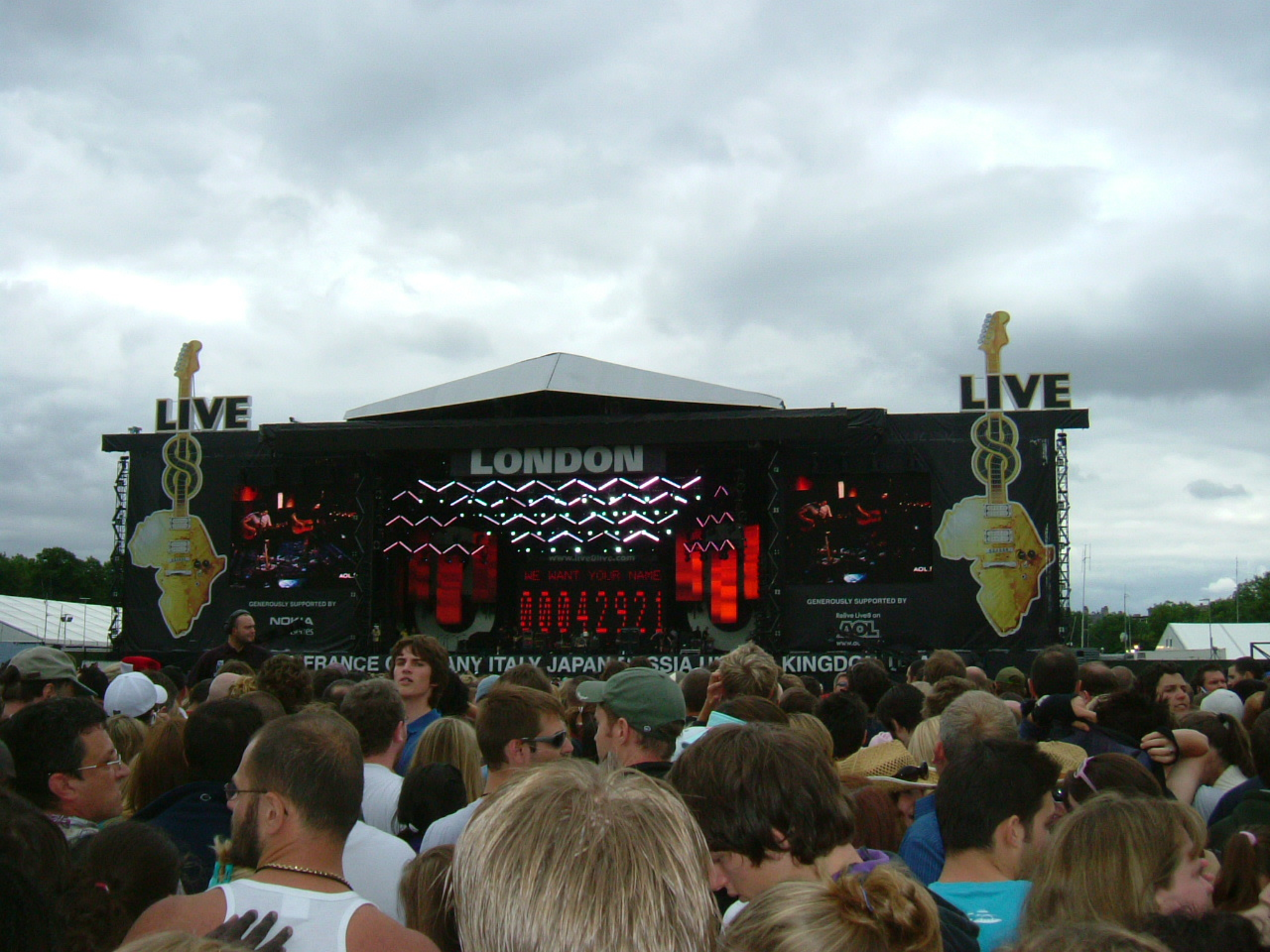
A Hyde Park-i Live 8 koncert 2005. július 12-én

A Hyde Park számos híres rockkoncert helyszíne volt. Többek között fellépett itt a Pink Floyd (1968 és 1970), a Jethro Tull (1968), a Blind Faith (1969), a The Rolling Stones (1969), a King Crimson (1969), a Grand Funk Railroad (1971), Roy Harper (1971), Wigwam (1975), a Queen (1976), Luciano Pavarotti (1991), a The Who (1996), Eric Clapton (1996), Michael Flatley (1998), a Steps (2000), Bon Jovi (2003), Shania Twain (2003), a Red Hot Chili Peppers (2004), a Live 8 (2005), a Queen és Paul Rodgers (2005), a Daft Punk (2007), a Depeche Mode (2006), a Foo Fighters (2006), az Aerosmith (2007), a The White Stripes (2007), és a Capital 95.8 Party in the Park & Concert For Mandela 90 (2008). A Red Hot Chili Peppers 2004-ben egy hét alatt három koncertet tartott ugyanazon a helyen, ezzel ez lett az egy helyen tartott legnagyobb bevételt hozó koncertsorozat a világon.[forrás?]